# Fornacàlia

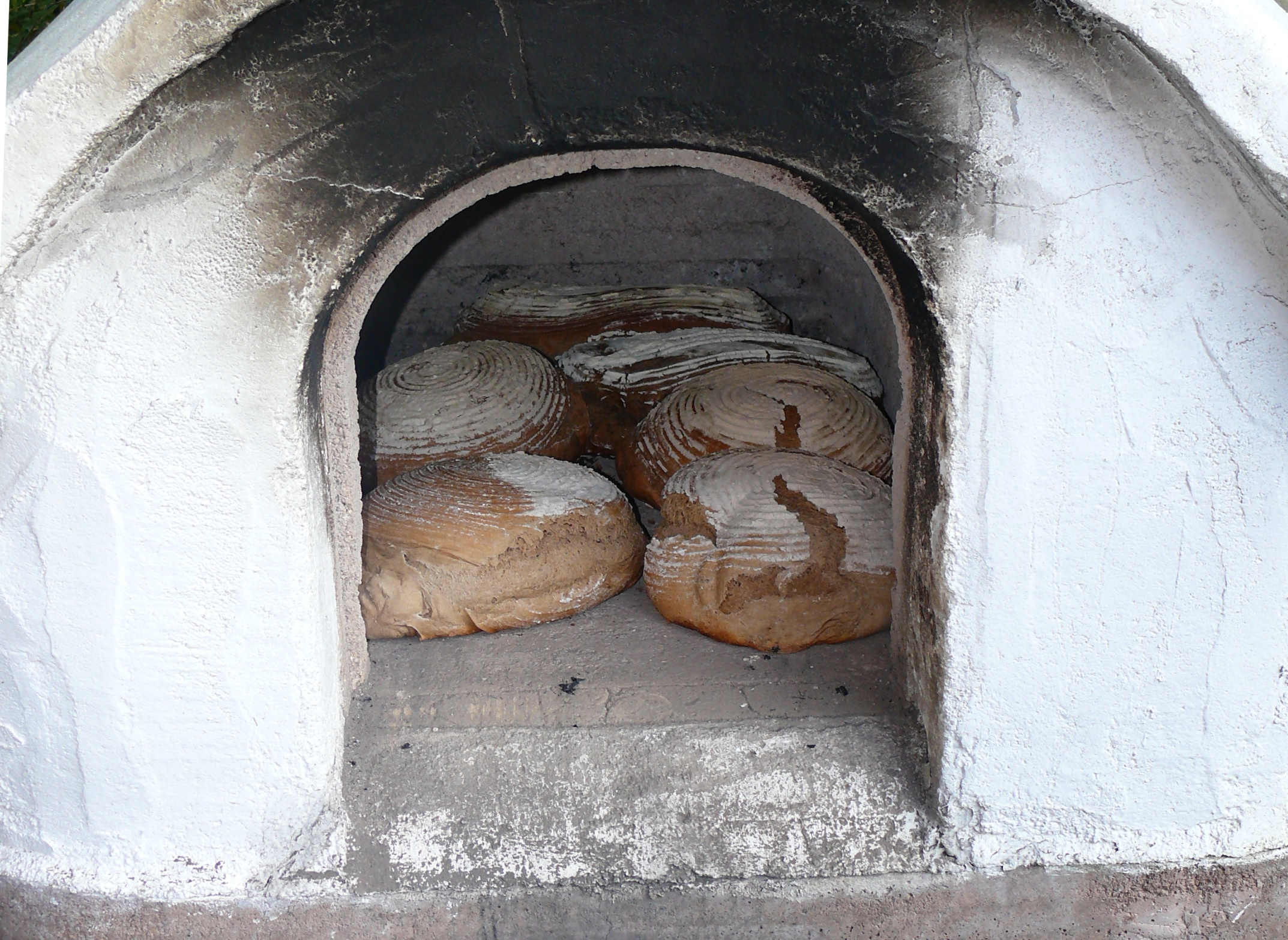
La Fornacàlia, una festivitat relacionada amb els forns

Fornacàlia  (en llatí Forcanalia) era una festivitat de l'antiga religió romana celebrada cada any en honor de Fornax, la deessa dels forners, per demanar que el gra pogués ser cuit adequadament.

## Origen
Aquesta festa l'hauria instituït Numa Pompili i en un principi només es tractava de fer assecar el gra dels cereals perquè es conservés més temps. Després es va convertir en una festa de la benedicció dels forns invocant a la deessa Fornax, una divinitat entesa com l'esperit (genius) que habitava a cada forn.

## Data
Probablement durava nou dies. Generalment se celebrava al febrer però sense data fixa, perquè era un dies conceptivae. El darrer dia estava dedicat a Quirí, per la qual cosa també se li deia Quirinalia. Ovidi va dir que era una Stultorum feriae («festa sense sentit») per comparació amb la Quirinàlia.
La Fornacàlia es va continuar celebrant fins al segle iii, com així ho testimonia Lactanci.

## Rituals
El Curió Màxim a més d'anunciar la data de la celebració, decidia quin grau de participació tindria cada cúria o districte i ho feia saber en un tauló penjat al fòrum. Dins dels forns es ficava la mola salsa, una barreja de farina d'espelta torrada i sal.Cada cúria feia un àpat comunal i menjaven pa cruixent.
Els ritus sagrats d'aquesta festa es feien a cada cúria i els de les persones no lligades a una cúria concreta es feien al Quirinal.
A diferència de la Fordicídia, l'altra festa romana de les cúries, el sacerdot màxim no hi prenia part.

## Significat
L. Preller, basat en la descripció que en va fer Dionís d'Halicarnàs, va proposar que es tractava de la primera ocasió per menjar els fruits de la temporada, però aquesta explicació no ha estat gaire acceptada pels altres acadèmics. Steuding interpretava aquesta celebració com un dinar per donar gràcies als déus per haver conservat els cereals durant l'hivern. William Fawler opinava que tan sols es tractava del preàmbul a la diada de totes les cúries (la Quirinàlia), segons aquest autor l'expressió Stultorum feriae seria d'origen tardà i expressaria la importància cada vegada menor de l'organització en cúries després de l'admissió dels plebeus.